# Poimenesperus lugens
Poimenesperus lugens là một loài bọ cánh cứng trong họ Cerambycidae.